# I Just Had Sex
I Just Had Sex è un brano musicale del gruppo comedy rap statunitense The Lonely Island, cantato in collaborazione con Akon e prodotto da DJ Frank E. È il primo singolo estratto dal secondo album, Turtleneck & Chain, pubblicato nel 2011.

## Video
Il video musicale mostra Andy Samberg e Jorma Taccone, affiancati da Akon e da un cameo di Akiva Schaffer, esultanti per essere appena andati a letto con le loro compagne, interpretate rispettivamente da Blake Lively e Jessica Alba, benché esse esternino chiaramente la loro insoddisfazione. Samberg e Taccone cantano al mondo in diretta televisiva il loro strabiliante risultato e, ovunque, globalmente, la folla s'unisce al coro del brano (persino dalla Corea o dal Times Square). In un breve cameo appare anche la leggenda del tennis John McEnroe.
Il finale del video è una palese citazione dal video musicale di Firework di Katy Perry e mostra Akon, Samberg e Taccone far scoppiettare dai loro peni fuochi d'artificio. I The Lonely Island hanno caricato il video sulla loro pagina di YouTube il giorno stesso dell'uscita del singolo, il 19 dicembre 2010, e ha raggiunto oltre 50 milioni di visualizzazioni (nel luglio 2011 ha superato i 100 milioni).
Ha venduto oltre 250 000 copie digitali negli Stati Uniti nelle due settimane successive alla sua pubblicazione.

## Classifiche
| Classifica (2010/2011) | Posizione più alta |
| ---------------------- | ------------------ |
| Australia              | 10                 |
| Austria                | 55                 |
| Belgio (Fiandre)       | 26                 |
| Belgio (Vallonia)      | 58                 |
| Canada                 | 13                 |
| Danimarca              | 38                 |
| Irlanda                | 44                 |
| Norvegia               | 8                  |
| Nuova Zelanda          | 30                 |
| Regno Unito            | 68                 |
| Stati Uniti            | 30                 |
| Svezia                 | 2                  |